# جشمة كبود (أبرومند)
جشمة کبود (بالفارسية: چشمه کبود) هي قرية تقع في إيران في قسم أبرومند الريفي. يقدر عدد سكانها بـ 26 نسمة بحسب إحصاء 2016.